# Blaesoxipha guadalupensis
Blaesoxipha guadalupensis är en tvåvingeart som beskrevs av Arnaud 1963. Blaesoxipha guadalupensis ingår i släktet Blaesoxipha och familjen köttflugor. Inga underarter finns listade i Catalogue of Life.